# Jorge Ubico
Jorge Ubico, gvatemalski general in politik, * 10. november 1878, Ciudad Guatemala, † 14. junij 1946, New Orleans, ZDA.